# Going postal
Going postal ist im amerikanischen Englisch ein umgangssprachlicher Ausdruck, der auf Deutsch etwa „Amok laufen“ oder schlicht „ausrasten“ bzw. „durchdrehen“ bedeutet. Er geht auf eine Serie von Amokläufen zurück, die amerikanische Postangestellte ab Mitte der 1980er Jahre begingen.

## Geschichte
Der Ausdruck entstand nach einer Serie von Amokläufen, bei denen aktuelle oder frühere Mitarbeiter des United States Postal Service (USPS) zumeist Vorgesetzte und Kollegen töteten. Zwischen 1986 und 1997 kamen bei mehr als zehn Amokläufen von Mitarbeitern der USPS über 40 Menschen ums Leben. Obwohl es auch vorher schon Tötungsdelikte durch Postangestellte in den Vereinigten Staaten gab, fand insbesondere der Amoklauf des Postangestellten Patrick Sherrill am 20. August 1986 als erster überregional mediale Beachtung. Sherrill erschoss an diesem Tag in der Poststelle von Edmond, Oklahoma, 14 Kollegen und verletzte weitere sechs, bevor er sich selbst tötete.
Am 14. November 1991 erschoss im Postamt der Stadt Royal Oak, Michigan, der ehemalige Postmitarbeiter Thomas McIlvane vier Personen und dann sich selbst.
In der Folge verbreitete sich der Ausdruck als Synonym für Amokläufe am Arbeitsplatz. Der erste gedruckte Nachweis der Redewendung findet sich in der St. Petersburg Times vom 17. Dezember 1993:

“The symposium was sponsored by the U.S. Postal Service, which has seen so many outbursts that in some circles excessive stress is known as ‘going postal’…”

Einem größeren Publikum wurde der Ausdruck durch die Verwendung in Dialogen der Teenager-Komödie Clueless – Was sonst! aus dem Jahr 1995 bekannt, wobei er damals als erklärungsbedürftiger „Slangbegriff“ angesehen wurde.
Die American Dialect Society zeichnete „postal“ oder „go postal“ 1995 anlässlich ihrer Wahl zum Wort des Jahres als „originellstes Wort“ (“most original”) aus und definierte es als „irrational zu handeln, oft gewalttätig, durch Stress bei der Arbeit“ (“to act irrationally, often violently, from stress at work”).
Weiter popularisiert wurde der Ausdruck 1997 durch Don Lasseters Sachbuch Going Postal: Madness and Mass Murder in America’s Post Offices, in dem Lasseter die Hintergründe der Amokläufe in amerikanischen Poststellen untersuchte.
Um dem schlechten Image durch den neuen Ausdruck entgegenzuwirken, veröffentlichte der USPS im August 2000 einen Bericht zur Sicherheit der amerikanischen Postmitarbeiter am Arbeitsplatz, in dessen Fazit der Ausdruck als „Mythos“ und ungerechtfertigter „schlechter Ruf“ bezeichnet wird. Postangestellte seien nicht gewalttätiger als andere Arbeitnehmer und hätten ein deutlich geringeres Risiko, im Job getötet zu werden, als Angestellte in anderen Branchen.

## Popkultur
Die Computerspielreihe Postal wurde aufgrund ihrer drastischen Gewaltdarstellung, bei der Spieler auch unbewaffnete Zivilisten erschießen kann, sehr stark kritisiert, in einigen Ländern indiziert und nach dem Ausdruck benannt. Der USPS versuchte in einem mehrjährigen Rechtsstreit erfolglos, dem Entwicklerstudio Running with Scissors die Nutzung des Begriffs Postal zu verbieten.
Der erste Teil der Computerspielserie wurde 2007 von Uwe Boll verfilmt.
Terry Pratchetts 33. Scheibenwelt-Roman Going Postal hat zwar ein Postamt als Handlungsort; dessen Mitarbeiter begehen jedoch keine Morde. Vielmehr ist das Thema des Romans die (Wieder-)Einführung des dysfunktionalen Postsystems, es handelt sich also um ein Wortspiel mit dem bekannten Begriff. Das Buch erschien 2004, die deutsche Übersetzung 2005 unter dem Titel Ab die Post. Dieses Buch wurde im Jahr 2010 von Richard Kurti und Bev Doyle als zweiteiliger Fernsehfilm unter dem Titel Terry Pratchett’s Going Postal inszeniert.
Die bekannte Redewendung „Guns don’t kill people, people do“ wurde zu „Guns don’t kill people, postal workers do“ abgewandelt und fand unter anderem als Aufkleber oder auf T-Shirts Verbreitung.